# Huszár-Klasse
Die Huszár-Klasse war eine Zerstörerklasse der österreich-ungarischen Kriegsmarine. 1904 bestellte sie bei Yarrows Prototypen eines 400-t-Zerstörers und eines 200-t-Torpedoboots. Mit den Nachbauten auf heimischen Werften bildeten sie dann die zwölf Boote umfassende Huszár-Klasse sowie die Kaiman-Klasse von 24 Torpedobooten.
Der nach internationalen Maßstäben veraltete Typ war bei Kriegsausbruch 1914 das Rückgrat der leichten Kräfte der k.u.k. Kriegsmarine, die bis 1914 nur sechs moderne Zerstörer der Tátra-Klasse beschaffen durfte.
Die bei Kriegsende noch vorhandenen Boote mussten an die Siegermächte abgeliefert werden. Nur die Ulan wurde bis 1928 noch von der Griechischen Marine eingesetzt, während die anderen in Italien abgebrochen wurden.

## Geschichte der Klasse
Die Huszár-Klasse entstand aus dem 1904 bei Yarrows im Londoner Stadtteil Poplar gebauten Prototypen eines 400-t-Zerstörers. Das 1904 begonnene Boot lief am 31. März 1905 als SM Torpedofahrzeug Huszár vom Stapel und wurde im September 1905 von der K.u.k. Kriegsmarine übernommen. Die britische Werft entwickelte den Prototyp aus den 30-knotters für die britische Royal Navy und der für Japan konstruiert und gebauten Ikazuchi-Klasse. Diese Boote waren aber schon 1899 geliefert worden. Zeitgleich baute Yarrows inzwischen englische Zerstörer der größeren River-Klasse.

Elf Nachbauten wurden bei Stabilimento Tecnico Triestino (STT) in Triest und der neuen Danubius-Werft in Fiume in Auftrag gegeben. Auf der Werft in Triest wurden die dort bestellten fünf Boote sofort nach der Übernahme des Prototyps begonnen. Im September 1906 wurde die Ulan als erste Einheit fertiggestellt, der dann Streiter, Wildfang, Scharfschütze und Uskoke (Baunr. 349 bis 353) bis Dezember 1907 folgten.
Die neuerrichtete Danubius-Werft des Ganz-Konzerns konnte erst im Juli 1907 mit dem Bau der bei ihr in Auftrag gegebenen sechs Zerstörer beginnen. Die mit den Baunummern 11 bis 16 gebauten Turul, Pandur, Csikós, Réka, Dinara und Velebit wurden zwischen Dezember 1908 und dem Jahresende 1909 abgeliefert. Gleichzeitig entstanden auf der neuen Werft zehn Torpedoboote der Kaiman-Klasse (Baunr. 1 bis 10) zwischen Juli 1907 und Juni 1910.
Das erste Boot der Klasse, Huszár, lief am 3. Dezember 1908 vor Cattaro auf ein Riff. Bergungsversuche schlugen fehl, aber in einem Sturm trieb das verlassene Boot ab und zerbrach in drei Teile. Im Marinearsenal in Pola entstand ein Ersatzbau, bei dem, so möglich, geborgene Teile der ersten Huszár verwandt wurden. Offiziell eine Wiederherstellung des gestrandeten Bootes, entstand dort zwischen November 1909 und Februar 1911 ein neues Boot der Klasse (Huszár II), um weiterhin zwölf Boote zur Verfügung zu haben.
Kurz nach Ausbruch des Ersten Weltkriegs erhielt die k.u.k. Kriegsmarine noch ein weiteres Boot der Klasse. Bei STT in Triest befand sich ein nicht abgenommenes Boot einer chinesischen Bestellung, das jetzt übernommen wurde.
- siehe SMS Warasdiner

### Technische Daten
Die Zerstörer der Huszàr-Klasse verdrängten bei normaler Ausrüstung 400 t und 420 t bei maximaler Last. Der Rumpf der Klasse war 68,4 m ü.a. (67,1 pp.) lang, bis 6,25 m breit und hatte einen Tiefgang von 1,8 m.
Der Antrieb der Boote erfolgte durch zwei Vier-Zylinder-Dreifach-Expansionsmaschinen, die von vier Yarrow-Kesseln mit Dampf versorgt wurden und 6000 PS leisteten. Über zwei Wellen ermöglichten die Maschinen den Booten eine Höchstgeschwindigkeit von 28 Knoten (52 km/h; 32 mph).
Die Zerstörer hatten vier Schornsteine, von denen der vordere gegenüber dem Vorbild (Ikazuchi-Klasse) erheblich nach hinten verlegt war. Der Abstand zwischen den Schornsteinen war jeweils unterschiedlich.
Durch die Anordnung der Schornsteine konnte das Brückenhaus weiter zurückverlegt werden und war trockener bei schwerer See.

### Bewaffnung
Die Zerstörer der Huszàr-Klasse wurden mit einer 7-cm-L/45- und sieben 4,7-cm-L/44-Škoda-Kanonen sowie zwei 45-cm-Torpedorohren bewaffnet. Das 7-cm-, tatsächlich 6,6-cm, Geschütz stand auf einem Podest über dem gewölbten (turtleback) Vorschiff.
Sechs der 4,7-cm-Geschütze standen an den Außenseiten der Boote am Ende des Vorschiff, zwischen dem 2. und 3. Schornstein sowie hinter dem 4. Schornstein. Das 7. Geschütz stand auf der Mittellinie weit achtern.

Die beiden Lancierapparate (Torpedoausstoßrohre) standen auf der Mittellinie zwischen dem „turtleback“-Vorschiff und dem Brückenhaus sowie hinter den vier Schornsteinen.
Ab 1912 wurden auf allen Einheiten die 4,7-cm-Geschütze durch fünf 6,6-cm-L/30-Kanonen ersetzt.
Die noch vom Chinesischen Kaiserreich in Auftrag gegebene Warasdiner wurde Im August 1914 von der Kriegsmarine übernommen. Die geplante Bewaffnung mit zwei „12-pounder“ (76 mm) und vier „3-pounder“ (47 mm) Armstrong-Whitworth-Geschützen erfolgte wegen der unklaren Lage in China nicht. Vor der Übernahme durch die Kriegsmarine erfolgte die Bewaffnung des Boots mit Geschützen aus einheimische Produktion. Der Zerstörer erhielt zwei 66-mm-L/45-Kanonen auf der vordere und achtern Position auf der Mittellinie und vier 66-mm-L/30-Kanonen auf den seitlich Positionen. Dazu kamen statt der beiden 450-mm-Einzel-Torpedorohre zwei Torpedorohr-Zwillingssätze an Bord.

Im Weltkrieg wurde auf etlichen Einheiten der Klasse das Buggeschütz gegen eine 75-mm-L/30-Kanone ausgetauscht.

### Einsatzgeschichte
Im Weltkrieg erledigten die Zerstörer der Huszàr-Klasse eine Vielzahl von Aufgaben, da der k.u.k. Kriegsmarine an moderneren Einheiten nur die sechs Zerstörer der Tátra-Klasse zur Verfügung standen und im Verlauf des Krieges auch nur vier Nachbauten bei zwei frühen Verlusten hinzukamen.

Zu den Kriegsgegnern im Ersten Weltkrieg gehörte auch das mit Serbien eng verbundene Montenegro, von dessen Staatsgebiet Cattaro, einer der Stützpunkte der k.u.k. Kriegsmarine beobachtet und beschossen wurde. Die Kriegsmarine hatte ein großes Interesse, Montenegros Zugänge zur Adria und französischer Unterstützung zu unterbinden. Ihre Einheiten beschossen häufig Stellungen in Montenegro. Zum Einsatz kamen auch die Zerstörer. Dabei kam es im August 1914 vor Antivari zu einem Gefecht der französischen Flotte mit dem alten Kreuzer Zenta und der Ulan. Die Zenta nahm das Gefecht an und wurde versenkt, um der Ulan die Flucht nach Cattaro zu ermöglichen.
Als im Mai 1915 der frühere Verbündete Italien auf Seiten der Entente in den Weltkrieg eintrat, griff die Kriegsmarine mit einer Vielzahl von Einheiten an verschiedenen Stellen die italienische Küste an. Die Zerstörer der Huszàr-Klasse übernahmen selbstständige Aufgaben, wie Streiter die Zerstörung einer Signalstation, oder sicherten schwerere Einheiten bei ihren Vorstößen, wie Velebit das Schlachtschiff Tegetthoff beim Angriff auf Ancona.

Am 5. Dezember 1915 stießen die Zerstörer Warasdiner, Huszár (2), Pandur, Turu mit drei Torpedobooten aus Cattaro gegen das von Serben besetzte San Giovanni di Medua in Nordalbanien vor. Auf dem Rückmarsch zerstörte die Warasdiner das nach Jagd durch österreichische Einheiten in der Bojanmündung gestrandete französische U-Boot Frésnel durch Artilleriefeuer und nahm die 27 Besatzungsmitglieder gefangen.
Am 2. August 1916 wurden die Zerstörer Warasdiner und Wildfang nach einer Beschießung von Molfetta vom britischen Kreuzer Liverpool, dem italienischen Kreuzer Nino Bixio und den italienischen Zerstörern Nievo, Pilo, Abba, Mosto, Ardente und Indomito verfolgt. Es kam zu einem 45-minütiges Feuergefecht, in das der die Zerstörer sichernde Rapidkreuzer Aspern eingriff. Die Österreicher konnten ohne Schäden oder Verluste entkommen.

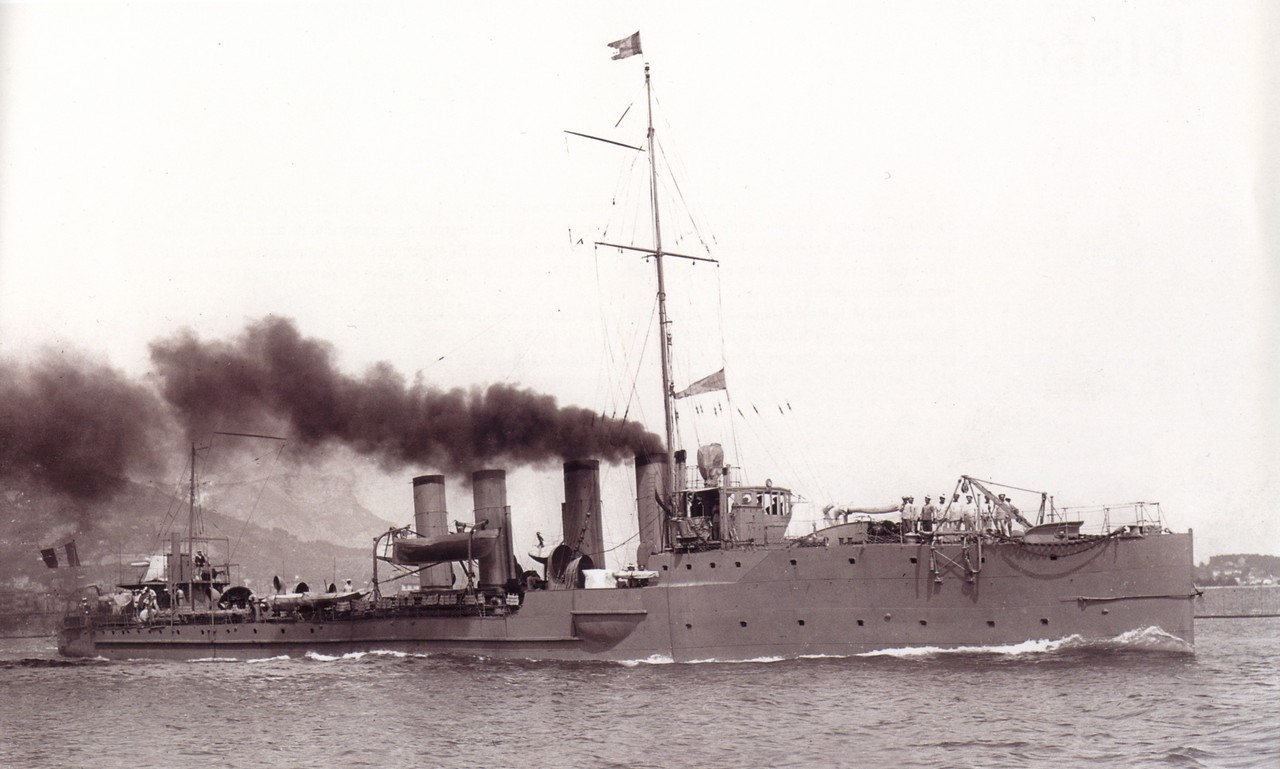
Die französische Bouclier, Typschiff der gleichnamigen Klasse

In der Nacht zum 23. Dezember 1916 griffen Scharfschütze, Dinara, Réka und Velebit die Otranto-Sperre an. Sechs alarmierte französische Zerstörer kamen den angegriffenen Wachschiffen zur Hilfe. Die Österreicher konnten im Nachtgefecht Casque und Commandant Riviére der Bouclier-Klasse treffen und zeitweise außer Gefecht setzen. Die italienischen Zerstörer Abba, Pilo und Nievo versuchten, die k.u.k.-Zerstörer auf dem Rückweg nach Cattaro bei Kap Rodoni abzufangen, trafen aber nur auf den französischen Verband. Da die Alliierten ihre Manöver nicht richtig koordinieren konnten, kollidierten Casque und dann auch Boutefeu mit der Abba. Die drei beschädigten Schiffe erreichten Brindisi, während die Huszar-Zerstörer ohne weiteren Kontakt nach Cattaro entkamen.
Zwei Boote der Huszar-Klasse gingen während des Weltkriegs verloren: Die Wildfang lief nach einem Einsatz mit dem Schwesterboot Csikós, Tb 93 und Fliegerkräften bei der Rückkehr am 4. Juni 1917 vor Peneda nahe Pula auf eine treibende Mine. 25 Besatzungsmitglieder, darunter der Kommandant, verloren beim Untergang ihr Leben. Die Streiter sank am 16. April 1918 vor Lovran in der Kvarner-Bucht nach einer Kollision mit dem von ihr gesicherten Dampfer Petka. Vier Besatzungsmitglieder starben bei diesem Unfall.
Am 2. Oktober 1918 kam es zu einem Gefecht zwischen alliierten Zerstörern und den Zerstörern Dinara, Scharfschütze sowie dem Torpedoboot Tb 87, als ein größerer Flottenverband zur Beschießung der sich aus Durazzo zurückziehenden Mittelmächte anlief. Die Schiffe der k.u.k. Kriegsmarine hatten bis auf die genannten Boote und ein Hospitalschiff den albanischen Hafen schon geräumt. Die drei Boote liefen bei dem mit Luftangriffen beginnenden Angriff vor Durazzo auf und ab, um die Angreifer von Zielen an der Küste abzulenken. Als der Flottenverband der Entente die Beschießung begann und leichte Streitkräfte gegen die Boote vorschickte, liefen sie nach Norden ab. Das Torpedoboot erhielt einen Torpedotreffer, der zum Glück nicht explodierte. Scharfschütze erhielt einige leichte Treffer, die drei Besatzungsmitglieder töteten und fünf verwundeten. Sie entkamen mit der Dinara, die nicht getroffen wurde.

### Das Ende der Klasse
Mit dem Kriegsende wurde die Österreich-Ungarische Kriegsmarine aufgelöst. Alle überlebende Boote der Huszar-Klasse mussten an die Siegermächte ausgeliefert werden. Acht erhielt Italien, zwei gingen an Frankreich. Ab 1920 wurden sie dann in Italien abgebrochen.
Nur die Ulan wurde nicht sofort abgebrochen, sondern an Griechenland abgegeben. Die Griechische Marine nutzte das Boot von 1920 bis 1928 als Smyrni. Der alte Zerstörer wurde dort noch mit sechs 76-mm-L/51-Kanonen umbewaffnet. 1932 wurde das letzte überlebende Boot der Huszar-Klasse verschrottet.

## Einheiten der Klasse
| Name          | Bw  | Kiellegung | Stapellauf | in Dienst  | Verbleib |
| ------------- | --- | ---------- | ---------- | ---------- | --- |
| Huszár        | Yar | 9.1904     | 31.03.1905 | 19.09.1915 | Am 9. Dezember 1908 gestrandet, am 12. gesunken                                                                           |
| Ulan          | STT | 27.09.1905 | 8.04.1906  | 21.09.1906 | 1920 an Griechenland, Smyrni, 1928 außer Dienst.                                                                          |
| Streiter      | STT | 30.10.1905 | 16.06.1906 | 31.12.1906 | Sank am 16. April 1918 nach Kollision mit dem Dampfer Petka vor Lovran.                                                   |
| Wildfang      | STT | 7.12.1905  | 29.08,1906 | 15.06.1907 | Sank am 4. Juni 1917 nach Minentreffer vor der Insel Peneda.                                                              |
| Scharfschütze | STT | 12.04.1906 | 5.12.1906  | 15.09.1907 | an Italien 1920, abgebrochen.                                                                                             |
| Uskoke        | STT | 1.09.1906  | 20.07.1907 | 31.12.1907 | an Italien 1920, abgebrochen.                                                                                             |
| Turul         | GD  | 27.07.1907 | 9.08.1908  | 31.12.1908 | an Italien 1920, abgebrochen.                                                                                             |
| Pandur        | GD  | 2.08.1907  | 25.10.1908 | 31.01.1909 | an Frankreich 1920, abgebrochen.                                                                                          |
| Csikós        | GD  | 21.02.1908 | 24.01.1909 | 16.11.1909 | an Italien 1920, abgebrochen.                                                                                             |
| Réka          | GD  | 13.08.1908 | 28.04.1909 | 31.12.1909 | an Frankreich 1920, abgebrochen.                                                                                          |
| Dinara        | GD  | 28.01.1909 | 16.10.1909 | 31.12.1909 | an Italien 1920, abgebrochen.                                                                                             |
| Velebit       | GD  | 5.11.1908  | 24.07.1909 | 31.12.1909 | an Italien 1920, abgebrochen.                                                                                             |
| Huszár (2)    | Pol | 29.11.1909 | 20.12.1910 | 8.02.1911  | an Italien 1920, abgebrochen.                                                                                             |
| Warasdiner    | STT | 1.04.1911  | 4.1912     | 28.08.1914 | für China als Lung Tuan gebaut, am 1. August 1914 beschlagnahmt und in Pola fertiggestellt; an Italien 1920, abgebrochen. |